# Соммерлинг, Арнольд Хансович
А́рнольд Ха́нсович Со́ммерлинг (23 июля 1898 — 5 декабря 1924) — эстонский революционер, член Коммунистической партии Эстонии с 1920 года. Первый председатель Комсомола Эстонии. Один из организаторов и участников Таллинского вооружённого восстания 1924 года.

## Биография
Родился 23 июля 1898 года в Таллине в семье рабочего.
В 1915 году окончил Таллинское торговое училище, работал счетоводом.
В январе 1917 года был мобилизован в Русскую императорскую армию и до февраля 1918 года служил в артиллерийской части Таллинской морской крепости.
В период немецкой оккупации был безработным, а в 1919 году поступил счетоводом в Таллинский порт.
В 1920 году избран секретарём профсоюза грузчиков порта, а затем секретарём Центрального совета профсоюзов Таллина.
С июля 1920 года — член Коммунистической партии Эстонии.
В декабре 1920 года участвовал в созыве 1-го съезда Всеэстонского союза молодых пролетариев — был избран председателем союза.
С февраля 1921 депутат городской думы Таллина, член коммунистической фракции.
Был выдвинут от коммунистической фракции кандидатом в 1-е Государственное собрание Эстонии.
В мае 1921 арестован, содержался в таллинской Батарейной тюрьме, на «Процессе 115-ти» приговорён к 10 годам каторги.
В числе других эстонских коммунистов-заключённых обменян Советским правительством на пленных эстонских белогвардейцев.
С ноября 1922 года — на комсомольской работе в Советской России.
В 1924 году нелегально вернулся в Эстонию, участвовал в подготовке и проведении 1 декабря 1924 года Таллинского вооружённого восстания.
После провала восстания вместе с двумя товарищами скрывался в доме сапожника Густава Тупса в 10 км от Таллина.
5 декабря 1924 года при попытке ареста, когда несколько десятков полицейских окружили дом, был убит в перестрелке.

## Память
Именем Арнольда Соммерлинга в Эстонской ССР был назван совхоз, построенный при нём посёлок в 1970—1977 годах носил название Соммерлинги (эст. Sommerlingi asund), в 1978 году он был переименован в посёлок Юри.